# Rio Periá
Rio Periá är ett vattendrag i Brasilien.   Det ligger i delstaten Maranhão, i den nordöstra delen av landet, 1 500 km norr om huvudstaden Brasília.
Omgivningarna runt Rio Periá är huvudsakligen savann. Runt Rio Periá är det glesbefolkat, med 8 invånare per kvadratkilometer.